# Shawn Antoski
Shawn Antoski (* 25. März 1970 in Brantford, Ontario) ist ein ehemaliger kanadischer Eishockeyspieler, der im Verlauf seiner aktiven Karriere zwischen 1987 und 1997 unter anderem 219 Spiele für die Vancouver Canucks, Philadelphia Flyers, Pittsburgh Penguins und Mighty Ducks of Anaheim in der National Hockey League (NHL) auf der Position des linken Flügelstürmers bestritten hat. Antoski verkörperte den Spielertyp des Enforcers.

## Karriere
Antoski spielte während seiner Juniorenzeit für die North Bay Centennials in der Ontario Hockey League (OHL). Bereits bei den Centennials fiel er wegen seiner harten Spielweise auf und saß in 168 OHL-Partien insgesamt 565 Minuten auf der Strafbank. Er wurde beim NHL Entry Draft 1990 in der ersten Runde an insgesamt 18. Position von den Vancouver Canucks aus der National Hockey League (NHL) ausgewählt. Von 1990 bis 1993 spielte der Angreifer fast ausschließlich beim damaligen Farmteam der Canucks, den Milwaukee Admirals, in der International Hockey League (IHL). Die Saison 1992/93 verbrachte der Flügelspieler bei den Hamilton Canucks in der American Hockey League (AHL). In der Spielzeit 1993/94 konnte sich Antoski für einen Stammplatz im NHL-Kader der Canucks empfehlen und absolvierte 55 Partien in der NHL, in denen er drei Scorerpunkte erzielte und insgesamt 190 Strafminuten erhielt.
Er konnte sich in derselben Saison mit Vancouver für die Playoffs qualifizieren und stieß mit der Mannschaft bis in die Finalspiele um den Stanley Cup vor. Nach der verlorenen siebten Partie der Serie gegen die New York Rangers verpassten die Canucks den Gewinn der Trophäe. Nachdem Antoski schwach in die Saison 1994/95 gestartet war und nur wenige Partien bestritten hatte, gaben ihn die Verantwortlichen des Vereins an die Philadelphia Flyers ab und erhielten dafür Josef Beránek als Entschädigung von den Flyers. In Philadelphia konnte er sich sogleich einen Stammplatz erkämpfen und lief in 89 Spielen der regulären Saison und 20 Playoff-Partien für die Flyers auf. Nachdem sein Vertrag im Sommer 1996 nicht mehr verlängert worden war, unterschrieb er am 31. Juli 1996 als Free Agent einen Vertrag bei den Pittsburgh Penguins. Er fiel aufgrund eines Leistenbruchs fast die komplette Spielzeit 1996/97 aus und wurde im Frühjahr 1997 gemeinsam mit Dmitri Mironow im Austausch für Alex Hicks und Fredrik Olausson zu den Mighty Ducks of Anaheim abgegeben.
Antoski bestritt für die Mighty Ducks noch elf NHL-Spiele und gab am 24. November 1997 nach einem Autounfall sein frühzeitiges Karriereende im Alter von 27 Jahren bekannt.

## Karrierestatistik
(Legende zur Spielerstatistik: Sp oder GP = absolvierte Spiele; T oder G = erzielte Tore; V oder A = erzielte Assists; Pkt oder Pts = erzielte Scorerpunkte; SM oder PIM = erhaltene Strafminuten; +/− = Plus/Minus-Bilanz; PP = erzielte Überzahltore; SH = erzielte Unterzahltore; GW = erzielte Siegtore; 1 Play-downs/Relegation; Kursiv: Statistik nicht vollständig)